# باتريك كينغ
باتريك كينغ (بالألمانية: Patrick King)‏ (و. 1970  م) هو لاعب كرة سلة ألماني، ولد في دوسلدورف، مركز لعبه هو لاعب هجوم صغير الجسم.

## روابط خارجية
- باتريك كينغ على موقع الاتحاد الدولي لكرة السلة (الإنجليزية)
- باتريك كينغ على موقع كلية كرة السلة في سبورتس رفرنس.كوم (الإنجليزية)
- باتريك كينغ على موقع ريلجم (الإنجليزية)
- باتريك كينغ على موقع بروبوليرز (الإنجليزية)